# Baleares (incrociatore)
Il Baleares fu un incrociatore pesante della Armada Española, entrato in servizio nel dicembre del 1936; prese parte alla guerra civile spagnola combattendo dalla parte dei nazionalisti, finendo affondato il 6 marzo 1938 da cacciatorpediniere repubblicani durante la battaglia di Capo Palos.